# Rio Luo (Honã)
O rio Luo (chinês: 洛河, pinyin: Luò Hé) é um tributário do rio Amarelo, na República Popular da China.

## Percurso
Ele nasce no flanco sudeste do monte Hua, na província de Shaanxi, e corre na direção leste para a província de Honã, juntando-se ao rio Amarelo na altura da cidade de Gongyi. O comprimento total do rio é de 420 quilômetros. Importantes cidades banhadas pelo rio incluem Lushi, Luoning, Yiyang, Luoyang, Yanshi e Gongyi. O seu principal tributário é o rio Yi, que se junta ao rio Luo na altura da cidade de Yanshi, passando então a ser chamado de rio Yiluo.

## Importância
Embora não seja considerado um rio grande, ele corre por uma região de grande importância arqueológica para a história da China. O Livro do Luo, um importante quadrado mágico da cultura chinesa, teria sido encontrado nas margens do rio. O rio, também, batiza uma das pinturas do pai da pintura chinesa, Gu Kaizhi: "Ninfa do Rio Luo".[carece de fontes?]